# De Beque
De Beque é uma cidade  localizada no estado americano de Colorado, no Condado de Mesa.

## Demografia
Segundo o censo americano de 2000, a sua população era de 451 habitantes.
Em 2006, foi estimada uma população de 481, um aumento de 30 (6.7%).

## Geografia
De acordo com o United States Census Bureau tem uma área de
0,9 km², dos quais 0,8 km² cobertos por terra e 0,1 km² cobertos por água. De Beque localiza-se a aproximadamente 1509 m acima do nível do mar.

## Localidades na vizinhança
O diagrama seguinte representa as localidades num raio de 40 km ao redor de De Beque.